# Anemia simplicior
Anemia simplicior là một loài dương xỉ trong họ Anemiaceae. Loài này được Christ Mickel mô tả khoa học đầu tiên năm 1962.